# Bassens (Gironde)
Bassens egy francia település Gironde megyében az Aquitania régióban. Lakosainak száma 8132 fő (2022. január 1.). Lakóit Bassenais-nak nevezik.

## Adminisztráció
Polgármesterek:
- 2001–2020 Jean-Pierre Turon (PS)

## Demográfia
| Lakosok száma | 4841 | 6595 | 6472 | 6694 | 6991 | 7032 | 7278 | 7472 | 7425 | 8132 |
|               | 1968 | 1982 | 1990 | 2006 | 2013 | 2015 | 2017 | 2019 | 2020 | 2022 |

## Testvérvárosok
- Spanyolország Suances 1990-től
- Franciaország Bassens (Savoie)
- Németország Kleinostheim 1981-től